# Pau Tonnesen
Pau Tonnesen (ur. 24 października 1992 w Tempe) – hiszpański lekkoatleta specjalizujący się w wielobojach.
W 2015 zajął 18. miejsce w dziesięcioboju podczas mistrzostw świata w Pekinie. Siedemnasty wieloboista igrzysk olimpijskich w Rio de Janeiro (2016).
Medalista mistrzostw NCAA. Reprezentant Hiszpanii w pucharze Europy w wielobojach.
Rekordy życiowe: dziesięciobój – 8247 pkt. (11 czerwca 2015, Eugene); siedmiobój (hala) – 6027 pkt. (12 marca 2016, Birmingham).

## Osiągnięcia
| Rok  | Impreza                             | Miejsce        | Konkurencja   | Pozycja     | Wynik     |
| ---- | ----------------------------------- | -------------- | ------------- | ----------- | --------- |
| 2015 | I liga pucharu Europy w wielobojach | Inowrocław     | dziesięciobój | 2. miejsce  | 7841 pkt. |
| 2015 | Mistrzostwa świata                  | Pekin          | dziesięciobój | 18. miejsce | 7606 pkt. |
| 2016 | Igrzyska olimpijskie                | Rio de Janeiro | dziesięciobój | 17. miejsce | 7982 pkt. |
| 2017 | Mistrzostwa świata                  | Londyn         | dziesięciobój | 14. miejsce | 8006 pkt. |